# Waterschappen in de provincie Groningen
De waterschappen in de provincie Groningen zijn ontstaan vanaf het midden van de 19e eeuw. Op het grondgebied van de provincie Groningen fungeren sinds 2000 nog drie waterschappen: Noorderzijlvest, Hunze en Aa's en Wetterskip Fryslân.

## Hoofd- of boezemwaterschappen
In 1855 stelden Provinciale Staten van Groningen een permanente commissie in voor de verbetering van de scheepvaartkanalen en verdeling van de provincie in nieuwe waterschappen. De bedoeling was om het veelvoud aan waterstaatkundige regelingen in de vorm van zijlvesten, dijkrechten, molenpolders, kustpolders en andere weg- en waterstaatkundige organisaties binnen een democratisch wettelijk kader te brengen. 
Praktische problemen waren de verschillen in waterpeil tussen afzonderlijke delen van de provincie, het afvoer van het water uit hogergelegen streken, het benodigde waterpeil in de scheepvaartkanalen en de toenemende druk op de boezemfunctie van de kanalen door de bouw van een groot aantal poldermolens en stoomgemalen. Met name de aanleg van het Eemskanaal, die de bestaande afwateringseenheden doorkruiste, had de nodige voeten in de aarde. De commissie bracht in 1869 verslag uit.
Om de problemen het hoofd te kunnen bieden, werden tien hoofd- of boezemwaterschappen ingericht, waaraan in in 1901 nog het waterschap Pekel Aa en 1913 het waterschap Reitdiep en het bemalingswaterschap Electra werden toegevoegd. De rest van de Veenkoloniën en het Gorecht, die uitwaterden op het Eemskanaal, bleven buiten deze boezemwaterschappen, net als het gebied van het voormalige Munekezijlvest, dat deel uitmaakte van de Friese boezem. Ook de noordelijke kustpolders en de kustwaterschappen Vierburen (1859) en Oterdum (1870)  bleven op zichzelf.
- Hunsingo (1854)
- De Vereeniging (1859)
- Westerkwartier (1861)
- Oldambt (1863)
- Reiderland (1864)
- Fivelingo (1869)
- Duurswold (1869)
- Westerwolde (1873)
- Pekel A (1901)
- Reitdiep (1913)
- Electra (1913)

Naast deze boezemwaterschappen ontstonden meer dan vierhonderd kleinere waterschappen en particuliere molenkolonies, die ieder verantwoordelijk waren voor één of meer molenpolders, kanalen, sluizen, weg- of dijktracés. De Provinciale Waterstaat, opgericht in 1864, hield toezicht op deze organisatorische lappendeken. Kundige ingenieurs als Jan Kater Tzn. en Johan Kooper zorgden ervoor dat de problemen doortastend werden aangepakt.
Dankzij de verbeterde organisatie konden nieuwe plannen voor poldersmolens, stoom- en motorgemalen worden ingepast in het bestaande uitwateringssysteem. Waar de lagere delen van de provincie nog in het begin van de 19e eeuw 's winters onder water stonden, was rond 1900 de situatie bereikt dat het land bijna overal geschikt was voor akkerbouw. Door drainage konden greppels en goten komen te vervallen, waarna de akkers en weilanden vlakker werden gemaakt. Ook werd de verzilting van sloten en kanalen gedurende droge zomers  steeds verder teruggedrongen.

## Schaalvergroting
Het vergde grote investeringen om de afwatering op het gewenste peil te houden. Geregeld slibden de afwateringsgeulen dicht. Er waren grotere gemalen nodig die het boezemwater met kracht in zee konden pompen. De eerste daarvan was het elektrische gemaal De Waterwolf van het waterschap Electra, dat in 1920 begon te draaien. Elf jaar later volgde het dieselgemaal Cremer te Termunterzijl, daarna nieuwe gemalen in Farmsum, Fiemel, Zoutkamp en Delfzijl.
Een nieuw probleem in de 20e eeuw was het watertekort in droge zomers, waarvoor vanaf 1934 zoet water uit het IJsselmeer werd binnengelaten, dat via speciale gemalen over de provincie werd verdeeld. Een ander probleem was het afvalwater van de Veenkoloniale landbouwindustrie, dat sinds de jaren zestig via persleidingen naar de kust werd geleid. Dankzij nieuwe wetgeving werden deze 'smeerpijpen' in 1970 overbodig. Zes jaar later werden in Bedum en Winsum de eerste grootschalige rioolzuiveringsinstallaties in gebruik genomen. Een derde probleem vormde ten slotte de schaalvergroting, waardoor minder mensen meer werk moesten verzetten. Honderden windmolens, stoomgemalen en kleinschalige dieselgemalen dienden te worden vervangen door geautomatiseerde elektrische gemalen. De natte infrastructuur van sloten en kanalen werd tijdens ruilverkavelingen vernieuwd; het onderhoud van de watergangen gebeurde voortaan machinaal.

## Reorganisatie
Om het groeiende takenpakket beter aan te kunnen, was een grondige reorganisatie van de waterschappen nodig. In de jaren 1967 tot 1973 werden honderden molenpolders en andere organisaties samengevoegd met de bestaande boezemwaterschappen. In het stroomgebied van de Westerwoldse Aa werd in 1968 het nieuwe waterschap Reiderzijlvest gevormd, terwijl in de Dollardpolders het waterschap Fiemel (1967) ontstond. De wegwaterschappen werden overgedragen aan de gemeenten of aan de Provincie.
De toegenomen bemoeienis van de provinciebesturen met de waterstaat leidde echter tot spanningen met de ingelanden. De regering hakte in 1977 de knoop door. De waterschappen bleven bestaan als een zogenaamde functionele bestuurslaag, die zich met het waterbeheer in al zijn verschillende facetten diende bezig te houden. De waterschapsbesturen werden sinds 1978 stapsgewijs gedemocratiseerd, waardoor ook woningbezitters en inwoners via waterschapsverkiezingen invloed op de besluitvorming kregen. 
Tegelijkertijd werd de weg vrijgemaakt voor het ontstaan van grensoverschrijdende waterschappen die zich rond het stroomgebied naar de belangrijkste uitwateringssluizen groepeerden. In het westen van de provincie ontstond in 1995 het Noorderzijlvest, dat werd vergroot net Noorderveld en Smilde. In Oost-Groningen werden de waterschappen Eemszijlvest (1986), Gorecht (1989), Dollardzijlvest (1992) en Hunze en Aa (1995) gevormd, die op hun beurt in 2000 samengingen tot Hunze en Aa's. Daarbij kwamen in 1995 ook de Drentse waterschappen Drentse Aa en Oostermoerse Vaart. Het noordelijke deel van het Eemszijlvest werd in 2000 aan het Noorderzijlvest toegewezen, terwijl het westelijke deel van het Noorderzijlvest ('2e afdeling") deel ging uitmaken van het Wetterskip Fryslân.

## Zeedijken
Typerend voor de provincie Groningen was de situatie dat eindverantwoordelijkheid voor dijken en zeesluizen tot ver in de 20e eeuw bij de aangrenzende landeigenaren lag. Dat was te danken aan een geruchtmakend proefproces (de zogenaamde kwelderkwestie), waarvan de uitkomst in 1870 door tussenkomst van de Kroon beslist werd. In ruil voor hun inspanningen konden de landeigenaren aanspraken maken op de nieuwe kwelders.
Omstreeks 1850 was het onderhoud van de zeedijken de taak van 22 polderbesturen, zeventien dijkrechten en een stuk of twaalf zijlvesten. Daarnaast waren zestien organisaties verantwoordelijk voor het onderhoud van de slaperdijken (reservedijken). De oprichting van waterschappen maakte geen einde aan deze verdeeldheid: Nog in 1968 was de kustverdediging een zaak van elf polders en zeven boezemwaterschappen. De bemoeienis van Rijk en Provincie bleven beperkt.  De Emmapolder was het eerste project waarvan het Rijk de bedijkingskosten in 1942 helemaal op zich nam.
De watersnoodramp van 1953 drukte de autoriteiten met de neus op de feiten. Twee jaar later stelde de Groninger Dijkencommissie vast dat de kruin van de Ommelander dijken gemiddeld slechts zes meter boven de zeespiegel lag. In het kader van de Deltawet werd in 1969 de Lauwerszee afgesloten, waarbij tevens een nieuwe zeesluis (de Robbengatsluis) werd gebouwd. Voor de aanpak van de overige dijken werd in 1968 het waterschap Ommelanderzeedijk opgericht, dat in de plaats kwam van de oude kustwaterschappen. De provincie koos voor de goedkoopste oplossing, namelijk het verzwaren van de bestaande dijken in plaats van het inpolderen van nieuw land. Het Rijk zorgde voor de financiering. Vanaf 1974 werden de zeedijken met behulp van zand uit de Waddenzee op een hoogte van 8.40 à 8.90 m +NAP gebracht. Plannen voor een buitendijks Dollardkanaal werden in 1974 door de regering Den Uyl in het kader van de natuurbescherming afgeblazen. Een voltooid sluizencomplex bij de Punt van Reide werd alsnog gesloopt, de nieuwe Polder Breebaart werd omgevormd tot natuurgebied. Bij Nieuwe Statenzijl werd in 1991 een nieuwe zeesluis in gebruik genomen. De taken van het waterschap Ommelanderzeedijk werden in 1994 alsnog verdeeld tussen de bestaande waterschappen.

## Rioolwaterzuivering
De waterschappen zijn dinds het einde van de 20e eeuw verantwoordelijk voor de afvalwaterzuivering, een taak die vroeger in de regel gemeentelijk was. Het Noorderzijlvest beheert vijftien rioolwaterzuiveringsinstallaties (RWZI's), Hunze en Aa's dertien (waaronder drie in de provincie Drenthe).

## Scheepvaartkanalen en havens
De Provincie bekommerde zich actief om de afvoer van het hoog opgestuwde water uit de Drenthe en de Veenkoloniën. Met financiële ondersteuning van het Rijk werd in de jaren 1866 tot 1876 het Eemskanaal gegraven, dat in verbinding kwam te staan met Winschoterdiep, Noord-Willemskanaal (1861) en Reitdiep, waarvan de monding in 1877 werd afgesloten. Door dit laatste bereikten eb en vloed voortaan niet meer de stad Groningen. Nieuwe sluizen als de Oostersluis en de Westerhavensluis zorgden ervoor dat de schepen van hieruit de overige kanalen konden bereiken. Die hadden immers een veel lager waterpeil.  Men verwachtte echter dat Groningen en Delfzijl dankzij het Eemskanaal hun aandeel in de groeiende wereldhandel zouden kunnen veiligstellen. Voor deze werkzaamheden schakelde de Provincie voor het eerst grote aannemingsbedrijven uit Sliedrecht in. In het oosten van de provincie werd vanaf 1909 het B.L.Tijdenskanaal aangelegd, dat de grensstreek ontsloot.
De Provincie bleef zich inspannen om kanalen en sluizen geschikt te maken voor de steeds groter wordende schepen. In de jaren 1929 tot 1938 werd het Van Starkenborghkanaal met behulp van werklozen gegraven. Hierdoor kreeg Groningen een betere vaarverbinding naar Friesland, geschikt voor schepen tot 2000 ton laadvermogen. Het Winschoterdiep werd in 1956 geschikt gemaakt voor binnenschepen tot 1350 ton. Daarna volgde de aanleg van het A.G. Wildervanckkanaal, dat voor de landbouwindustrie in de Veenkoloniën was bedoeld. Het Eemskanaal kwam in 1963 aan de beurt om verbreed te worden. De stad Groningen werd zodoende bereikbaar voor zeeschepen tot 1500 bruto registerton. De scheepsbouwindustrie in Hoogezand had zich inmiddels toegelegd op de bouw van coasters, die langs deze weg naar zee konden worden gesleept. Delfzijl kreeg bovendien een tweede binnenhaven, de Oosterhornhaven, waarvoor drie complete dorpen in de Oosterhoek moesten wijken. In 1973 werd de Eemshaven geopend. Het beheer van deze havens is sinds 1958 in handen van een openbaar lichaam, het Havenschap Delfrzijl, sinds uittreding van het Rijk in 1997 havenschap Groningen Seaports genoemd.